# Weißenburg in Bayern
Weißenburg in Bayern (anciennement Weissenburg im Nordgau) est une ville de Bavière, en Allemagne, chef-lieu de l'arrondissement de Weißenburg-Gunzenhausen. Sa population est de 17 732 habitants en 2013.

## Histoire
L'histoire de Weißenbourg remonte à l'Antiquité : située à la frontière de l'Empire romain, la ville figure sur la table de Peutinger sous le nom de Biriciana. Le nom de Weissembourg apparait en 867, époque où la ville devint une résidence royale carolingienne.
Devenue ville libre d'Empire en 1296, elle souffrit des guerres de religion où elle s'était rangée du côté protestant.
Au milieu du XVIIIe siècle, plusieurs familles d'agriculteurs de Weissenburg vont être invitées à s'installer en Russie par l'impératrice Catherine II. On notera, parmi elles, la famille Gassmann qui fera partie des « Allemands de la Volga ou du Don » avec la création des villages de Riebensdorf et de Marienthal dans la région de Saratov. Les circonstances économiques et politiques du XIXe siècle en Russie pousseront ces familles à émigrer à nouveau, soit au Kansas, dans le comté d'Ellis, aux États-Unis, soit à Baradero en Argentine. Les familles qui sont restées en Russie ont été décimées par l'Armée rouge ou expédiées en Sibérie par Staline.
Médiatisée au profit du royaume de Bavière en 1806, elle conserva son importance grâce à la voie ferrée de Nuremberg à Augsbourg. Au lendemain de la Seconde Guerre mondiale, elle accueillit plus de 6 000 réfugiés venant des territoires perdus par l'Allemagne, dont un quota d'« Allemands du Don »

## Lieux et monuments
- Stichvilla, villa de style néo-classique, 1831.

## Personnalités
- L'écrivain Wolfgang Kaempfer est né à Weißenburg en 1923.
- L'archiduchesse d'Autriche Catharina de Habsbourg est née à Weißenburg en 1972.